# Coupe du Maroc de football 1989-1990
 (avril 2024).
Si vous disposez d'ouvrages ou d'articles de référence ou si vous connaissez des sites web de qualité traitant du thème abordé ici, merci de compléter l'article en donnant les références utiles à sa vérifiabilité et en les liant à la section « Notes et références ».
Navigation
Édition précédente Édition suivante
La saison 1989-1990 de la Coupe du Trône est la trente-quatrième édition de la compétition. 
L'Olympique de Casablanca remporte la coupe au détriment des FAR de Rabat sur le score de 4 - 2 au t.a.b après un nul de 0-0 au cours d'une finale jouée dans le Complexe Sportif Moulay Abdallah à Rabat. L'Olympique de Casablanca remporte ainsi cette compétition pour la toute première fois de son histoire. 

## Déroulement

### Seizièmes de finale
| Équipe 1           | Équipe 2            | Résultat |
| Raja Club Athletic | Wydad Athletic Club | 1 - 0    |

### Huitièmes de finale
| Équipe 1                | Équipe 2                  | Résultat |
| Najah Souss             | Difaâ d'El Jadida         | 0 - 2    |
| Union de Sidi Kacem     | Amal Club de Belksiri     | 2 - 0    |
| Raja Club Athletic      | Fath Union Sport de Rabat | 1 - 0    |
| Maghreb de Fès          | Ittihad Khemisset         | 1 - 2    |
| FAR Rabat               | Chabab Mohammédia         | 3 - 0    |
| Olympique de Khouribga  | Renaissance de Settat     | 2 - 1    |
| Kénitra Athlétic Club   | Tihad Sportif Club        | 4 - 1    |
| Olympique de Casablanca | AS Salé                   | 1 - 0    |

### Quarts de finale
| Équipe 1                | Équipe 2               | Résultat |
| Union de Sidi Kacem     | Difaâ d'El Jadida      | 1 - 0    |
| Raja Club Athletic      | FAR de Rabat           | 0 - 4    |
| Kénitra Athlétic Club   | Olympique de Khouribga | 0 - 1    |
| Olympique de Casablanca | Ittihad Khemisset      | 3 - 1    |

### Demi-finales
| Équipe 1                | Équipe 2               | Résultat            |
| Olympique de Casablanca | Olympique de Khouribga | 0 - 0 5 - 3 (t.a.b) |
| Union de Sidi Kacem     | FAR de Rabat           | 0 - 4               |

### Finale
La finale oppose les vainqueurs des demi-finales, l'Olympique de Casablanca face aux FAR de Rabat, le 18 septembre 1990 au Complexe Sportif Moulay Abdallah à Rabat.
| Coupe du Trône : Finale 1990 | Olympique de Casablanca | 0 - 0 | FAR de Rabat | Complexe Sportif Moulay Abdallah, Rabat |                           |
| 18 septembre 1990            |                         |       |              | Arbitrage : Hassan Chafai               | Arbitrage : Hassan Chafai |
| 18 septembre 1990            |                         |       |              | Arbitrage : Hassan Chafai               | Arbitrage : Hassan Chafai |
| 18 septembre 1990            | Tirs au but 4 - 2       |       |              | Arbitrage : Hassan Chafai               | Arbitrage : Hassan Chafai |